# Håkon Austbø
Håkon Austbø (nacido el 22 de octubre de 1948) es un pianista clásico noruego, nacido en Kongsberg. Es también profesor en el conservatorio de Ámsterdam.
Entre las grabaciones de Austbø se cuentan obras de Olivier Messiaen, Claude Debussy, Alexander Scriabin (integral de las sonatas para piano), Erik Satie, Johannes Brahms, Leoš Janáček (integral de la música para piano), y Edvard Grieg (Piezas líricas completas). Ha realizado numerosas grabaciones para el sello Brilliant Classics.
Fue un impulsor y director del proyecto LUCE, que fue fundado para hacer realidad el Clavier à lumières de Scriabin.